# Red Wings Airlines
Red Wings (юридическое название — АО «Ред Вингс» с англ. — «Красные крылья») — российская авиакомпания, базирующаяся в аэропорту Домодедово. До 2007 года носила название «Авиалинии 400».

## История

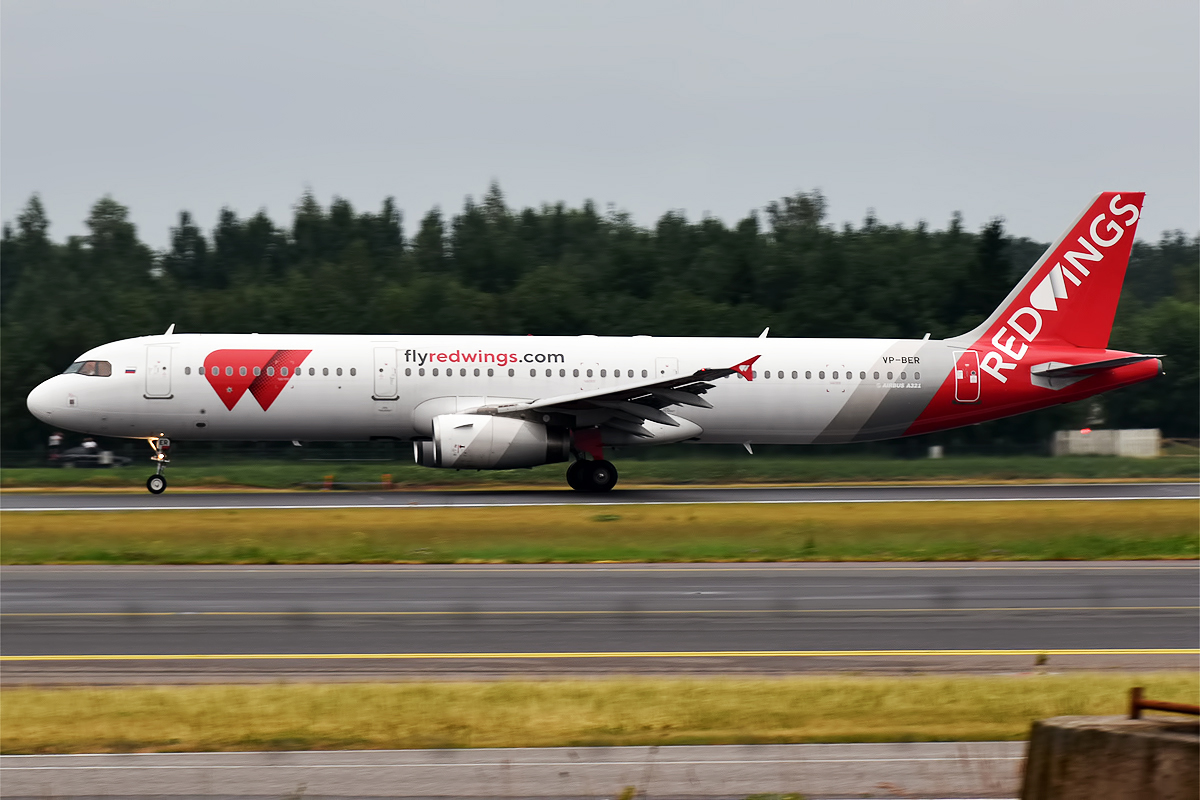
Airbus A321

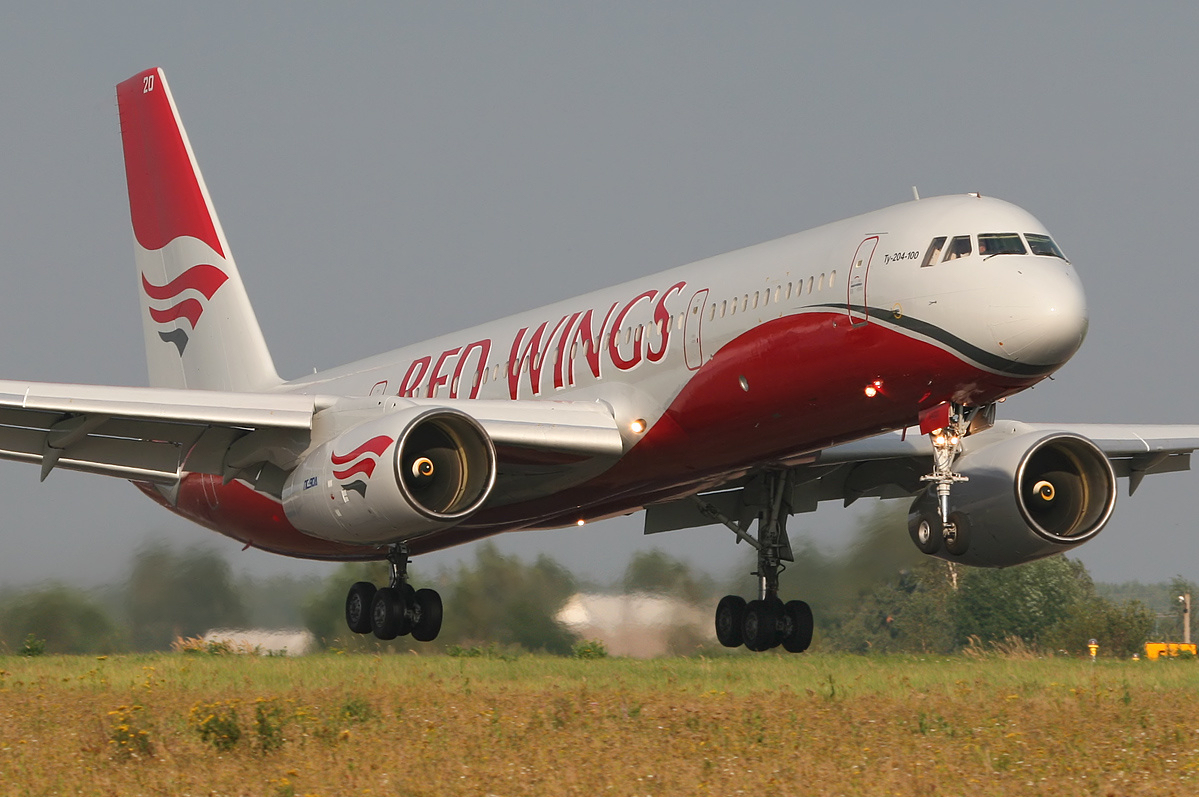
Ту-204-100 авиакомпании Red Wings Airlines

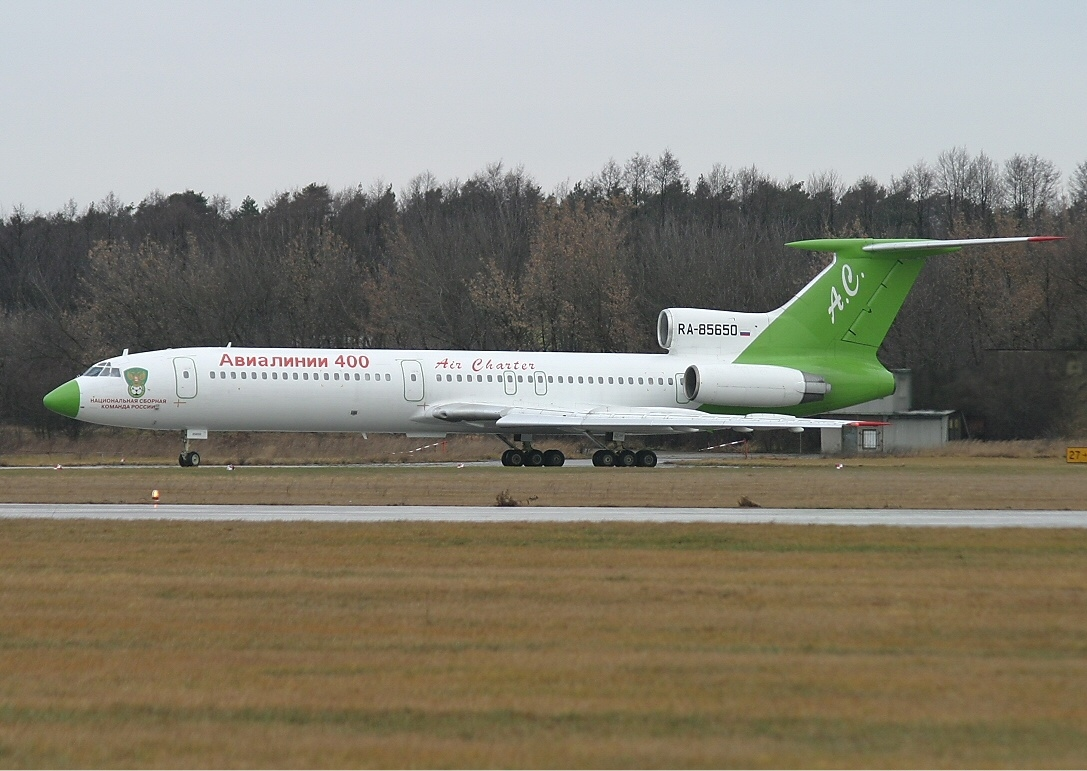

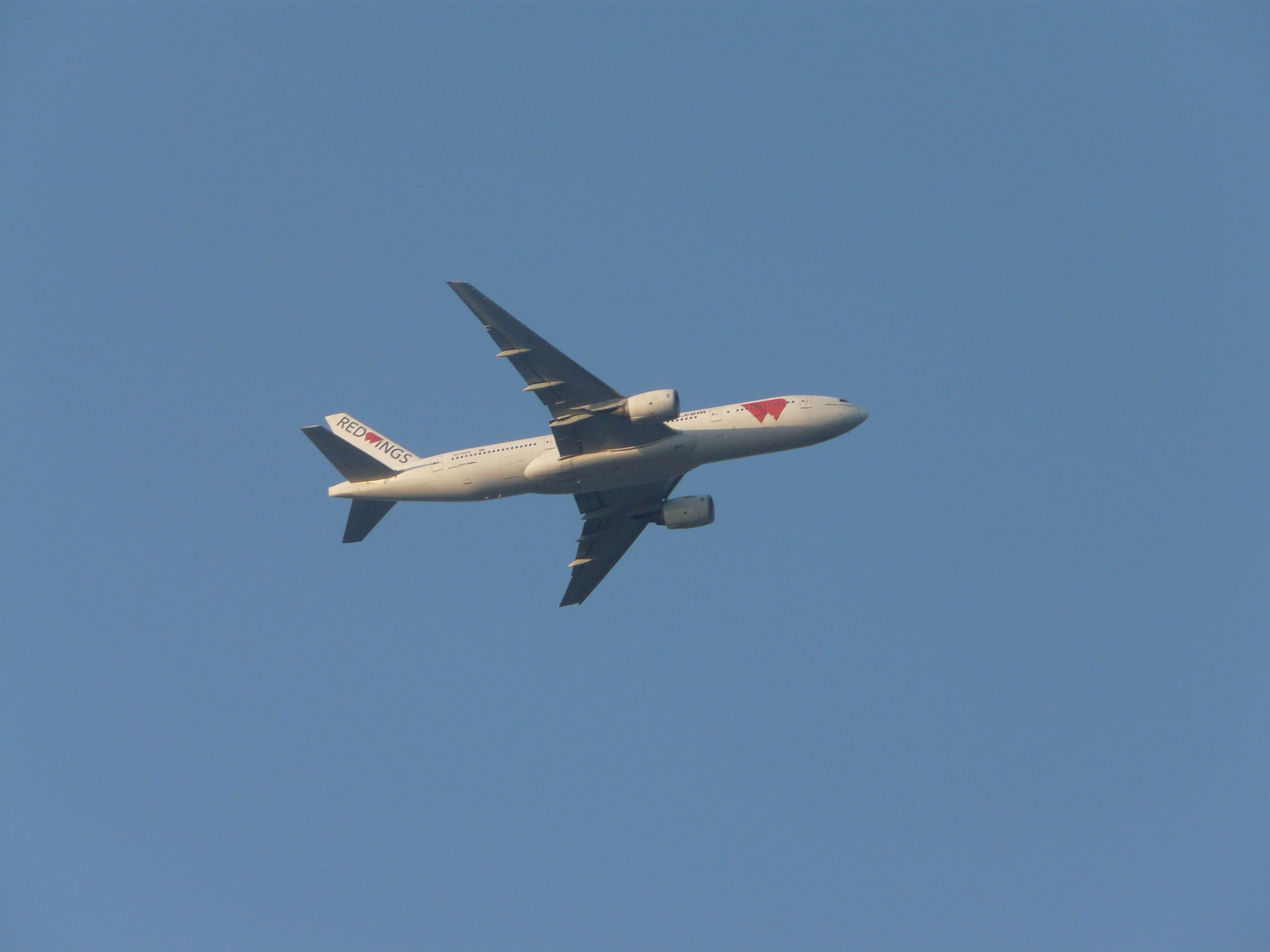

Основана в 1999 году под названием «Авиалинии 400» как подразделение авиаремонтного завода № 400 гражданской авиации (аэропорт Москва-Внуково), в 2007 году получила современное название. До 2013 года авиакомпания принадлежала Национальной резервной корпорации (НРК) бизнесмена Александра Лебедева. Авиакомпания имела прямую связь с ныне несуществующей немецкой авиакомпанией Blue Wings, 48 % акций которой также принадлежали НРК.
С июня 2009 по 2010 год Red Wings являлась перевозчиком сборной России по футболу.
C 4 февраля 2013 года, после авиакатастрофы, произошедшей 29 декабря 2012 года с одним из воздушных судов, действие сертификата эксплуатанта было приостановлено Росавиацией. После получения официального акта инспекционной проверки компания собиралась ответить на все претензии Росавиации и возобновить летную деятельность. По состоянию на 25 апреля 2013 года Red Wings устранила все замечания Росавиации.
4 апреля 2013 года НРК продала Red Wings Airlines брату совладельца группы «Гута» Артема Кузнецова Сергею и GHP Group Марка Гарбера за символический 1 рубль (при этом находившиеся в лизинге самолёты остались у лизингодателя — принадлежащей НРК компании «Ильюшин Финанс Ко.»). Новые владельцы Red Wings планировали увеличить парк на 10—15 самолётов исключительно российского производства.
25 апреля 2013 года стало известно, что авиакомпанию Red Wings возглавил Сергей Белов, занимавший ранее должность генерального директора авиакомпании «Россия». 18 июня 2013 года Росавиация возобновила действие сертификата эксплуатанта Red Wings на выполнение коммерческих перевозок пассажиров и грузов. 22 июня авиакомпания возобновила чартерные рейсы, а с 12 июля 2013 года и регулярные рейсы из Москвы.
19 июня 2014 года в должность генерального директора авиакомпании Red Wings вступил Евгений Александрович Ключарёв, до этого занимавший пост заместителя генерального директора по стратегическому развитию. Открыты шесть новых регулярных направлений из Москвы в Анапу, Минеральные Воды, Симферополь, Тиват, из Симферополя в Уфу и Волгоград. Компания Red Wings обновила свой парк воздушных судов новыми российскими самолётами Sukhoi Superjet 100.
3 декабря 2015 года на IX международной транспортной неделе в Москве губернатор Ульяновской области Сергей Морозов подписал соглашение о регистрации компании RedWings в Ульяновской области. Руководство российской авиационной компании поменяло свою регистрацию со столичной.
21 марта 2016 года ФАС разрешила совладельцу Red Wings приобрести 100 % авиакомпании «Нордавиа». И уже 16 мая совершён первый совместный рейс авиакомпаний Red Wings и «Нордавиа» по маршруту Москва — Иваново. В этом же году в Red Wings решили отказаться от эксплуатации воздушных судов типа SSJ-100. К этому времени воздушный парк авиакомпании включал в себя пять самолётов данного типа. Самолёты SSJ-100 перешли в авиакомпании «ИрАэро» и «Якутия». Однако в 2020 году Red Wings вернулась к эксплуатации самолётов SSJ-100.
В августе 2021 года подписан первый прямой контракт на послепродажное техобслуживание двигателей SSJ100 между Red Wings и Объединённой двигателестроительной корпорации на сумму 500 млн долларов на 20-летний срок. Ранее авиакомпании имели право заключать договоры о сервисной поддержке только с производителем данных двигателей, компанией PowerJet.
16 августа 2023 года СК возбудил уголовное дело на авиакомпанию по причине «неоказания безопасной авиаперевозки». По версии следствия, сотрудники Red Wings 13 августа приняли решение о выполнении рейса из Антальи в Москву, несмотря на неисправность установки, отвечающей за кондиционирование воздуха в салоне самолёта и запуск двигателей без использования наземного оборудования. Так же 12 августа более чем на 20 часов был задержан рейс из Антальи в Екатеринбург, в связи с поломкой самолёта и отсутствия нужной детали. Пассажирам данного рейса пришлось ночевать в аэропорту. С перевозкой в аэропорт назначения Red Wings помогали авиакомпании Nordwind и Ikar.
По состоянию на 2023 год авиакомпания входит в контур управления госкорпорации Ростех.
17 апреля 2024 года стали известны планы ребрендинга авиакомпании. СМИ связывают это с желанием уйти от англоязычного названия.
22 июля 2024 РБК сообщило о скором уходе Солодилина с поста гендиректора компании. Это связывают с большим количеством накопившихся у авиакомпании проблем, а именно со сложностью поставок запчастей для самолётов Boeing, маленькой загрузкой рейсов и простоем самолётов от КБ «Туполев».

## Объединение с «Нордавиа»
В октябре 2017 года акционеры авиакомпаний «Нордавиа» и Red Wings приняли решение объединить компании и начали подготовку к процессу консолидации под общим управлением. На базе авиакомпаний планировалось создать авиационный холдинг с единой управляющей компанией. Целью объединения является укрупнение бизнеса, что, среди прочего, даст возможность повысить финансовую устойчивость компаний, провести полноценное обновление самолётного парка, создать единую маршрутную сеть и повысить эффективность работы предприятия.
Акционерами создаваемого холдинга должны были стать владельцы бумаг действующих авиакомпаний. Пассажирооборот авиационного холдинга в 2018 году мог бы превысить 3,5 млн человек.
В марте 2019 года акционеры Red Wings и «Нордавиа» объявили об отказе от идеи создать холдинговую компанию с общим капиталом, сделав акцент только лишь на совместном управлении. «Вопрос объединения именно в точке собственности снят вообще. Все аспекты взаимодействия — это совместное управление» — сообщил журналистам гендиректор Red Wings Евгений Ключарев. 

## Маршрутная сеть
Главным узловым аэропортом Red Wings является московский аэропорт Домодедово, откуда компания выполняет рейсы по 17 направлениям.
Также дополнительными хабами авиакомпании можно назвать аэропорт Симферополя и аэропорт Санкт-Петербурга. В 2020 году объявлено о создании хаба в екатеринбургском аэропорту Кольцово, из которого авиакомпания планирует развивать региональные перевозки на самолётах Sukhoi Superjet 100.
По состоянию на август 2018 года авиакомпания выполняет рейсы в следующие города:

## Флот
По состоянию на июль 2025 года размер флота АО «Ред Вингс» составляет 29 самолётов. Средний возраст самолётов на июль 2025 года составляет 10,4 лет.
В августе 2013 года авиакомпания заключила контракт с Ильюшин Финанс Ко на поставку через лизинг тридцати новых воздушных судов, среди которых 10 Ту-204СМ, 10 МС-21 и 10 Bombardier Dash 8.
Также в 2013 году авиакомпания собиралась получить два Ту-204 прекратившей деятельность Кавминводыавиа, в июле 2012 года самолёты переданы АКБ «НРБанк» (до апреля 2013 года основной владелец Red Wings) в качестве отступного за долги. По состоянию на 2014 год оба самолёта находятся на хранении.
31 июля 2015 года Red Wings получил четвёртый самолёт Sukhoi Superjet 100.
12 ноября 2015 года парк авиакомпании пополнился пятым самолётом Sukhoi Superjet 100 (RA-89010), который совершил свой первый рейс по маршруту Москва — Ульяновск.
16 ноября 2015 года Red Wings сообщила, что ведёт переговоры с лизингодателями о приобретении трёх самолётов Ту-214, находившихся в эксплуатации авиакомпании «Трансаэро».
12 апреля 2016 года Red Wings сообщила, что планирует взять в лизинг у «Ильюшин Финанс» (ИФК) два Ту-204 в грузовом варианте, ранее эксплуатировавшихся в авиапарке «Трансаэро», а также в более отдалённой перспективе, рассматриваются Ан-148 и Ту-204-300.Ан-148 могут заменить SSJ-100 в авиапарке Red Wings. Региональные самолёты Ан-148 могут использоваться авиакомпанией Red Wings в низкий сезон вместо более вместительных Ту-204 на маршрутах по центральной России, а также в северных регионах страны. В апреле 2016 года компания сообщила, что выведет из эксплуатации все самолёты марки SSJ-100. В июне 2016 года начался фактический вывод самолётов.
В конце июля 2016 российская авиакомпания Red Wings планирует начать коммерческую эксплуатацию двух пассажирских самолётов Ту-214. Об этом в четверг, 7 июля, на пресс-конференции в Мурманске сообщил гендиректор перевозчика Евгений Ключарев.
14 февраля 2017 года стало известно, что авиакомпания Red Wings может стать потенциальным эксплуатантом Ил-96-400М.
19 мая 2017 года авиакомпания получила первый самолёт Airbus A321. До 1 июля планируется поступление ещё одного A321 и четырёх A320.
5 октября 2017 года авиакомпания вернула Ту-214 RA-64518 (ранее летал в парке «Трансаэро») лизингодателю (ИФК), больше самолёт в авиакомпании не летает.
9 июня 2017 года авиакомпания получила первый самолёт Airbus A320, бортовой номер VP-BWZ. Ожидается ещё три самолёта данного типа.
20 сентября 2018 авиакомпания представила новый стиль компании, представленный на Airbus A-321.
В 2018 году авиакомпания заказала шесть самолётов Airbus A220-300 у лизинговой компании (ИФК), но потом отказалась.
В конце ноября 2018 года авиакомпания Red Wings прекратила эксплуатацию самолётов Ту-204. Авиакомпания Red Wings была последним эксплуатантом данного типа самолёта в России с целью коммерческой перевозки пассажиров.
В 2020 году перевозчик вернулся к эксплуатации SSJ-100. Из интервью генерального директора авиакомпании Евгения Ключарева следует, что до конца 2021 года авиакомпания увеличит парк SSJ-100 до 16 лайнеров, а всего, по планам авиакомпании, планирует оперировать парком из 32 самолётов данного типа. Кроме того, планируется получение 3 самолётов Boeing 777, ранее использовавшихся в авиакомпании ИрАэро.
В марте и апреле 2021 года авиакомпания Red Wings получила первые два Боинга 777-200ER. Начало эксплуатации намечено на лето 2021.
Первый лайнер авиакомпания получила в январе и в конце февраля этот борт летал грузовыми рейсами из Макао в Жуковский. Второй был приобретен в конце марта, а с апреля летает из Самарканда в Жуковский.
Приход третьего планируется в конце мая и начнет летать в Сочи и Турцию в июне.
23 октября 2021 года компания Red Wings получила третий Боинг 777-200, и с 26 октября 2021 года он выполняет коммерческие рейсы.
В 2023-24 годах запланировано получение компанией четырёх самолётов Ту-204/214. В феврале 2024 года после восстановления они должны начать международные рейсы.
В конце 2023 года авиакомпания вернула в парк Ту-214, от которого она отказалась в 2017 году из-за низкой экономической эффективности по сравнению с Airbus A321. По состоянию на июнь 2025 года борты RA-64014, RA-64518, RA-64043 летают, а RA-64050 на восстановлении. В процессе поступления в парк находится новый Ту-214 сборки 2024 года с регистрационным номером RA-64535, а также более старый борт RA-64549 ранее летавший в Трансаэро.

## Показатели деятельности
По данным ФАВТ (по итогам 2012 г.) Red Wings Airlines вошла в число 17 крупнейших авиакомпаний
России.
- 2009 год — 695 433 пассажира.
- 2010 год — 875 938 пассажиров.
- 2011 год — 781 357 пассажиров.
- 2012 год — 817 452 пассажира.
- 2013 год — 352 726 пассажиров (24-е место в России)[59].
- 2014 год — 919 186 пассажиров (19-е место в России)[60].
- 2015 год — 1 035 496 пассажиров (18-е место в России)[61].
- 2016 год — 921 962 пассажира (17-е место в России)[62].
- 2017 год — 1 617 719 пассажиров (12-е место в России)[63].
- 2018 год — 2 621 469 пассажиров (10-е место в России)[64].
- 2019 год — 3 070 691 пассажиров (10-е место в России)[64].

## Авиационные происшествия
- 29 декабря 2012 года Ту-204 с регистрационным номером RA-64047, летевший без пассажиров из Пардубице в Москву выкатился за пределы ВПП во время посадки в аэропорту Внуково. Погибло пятеро из восьми членов экипажа. Весной 2013 года прошла проверка, которая помогла установить, что Red Wings Airlines значительно превышала интервалы техобслуживания своих машин[65]. Были выявлены нарушения правил выполнения полетов, режима труда и отдыха членов экипажей, а также регламента техобслуживания на четырёх самолётах Ту-204. Выявившая эти нарушения Росавиация тогда ограничилась лишь рекомендациями по устранению нарушений и недостатков[66][67].
- 22 августа 2018 года Ту-204-100 с регистрационным номером RA-64050[68][69][70][71][72], рейс WZ808 Уфа-Сочи загорелся двигатель ПС-90А. Самолёт совершил экстренную посадку в аэропорту г. Уфы. Пассажиры были эвакуированы с помощью надувных трапов. Никто не пострадал. Глава Башкортостана Рустэм Хамитов присвоил государственные награды республики за профессионализм и мужество экипажу самолёта ТУ-204 авиакомпании Red Wings[73].
- 24 ноября 2021 года при посадке в аэропорту Норильска авиалайнер Sukhoi Superjet 100 с бортовым номером RA-89138 выполнявший рейс WZ-1279 по маршруту Челябинск—Норильск выкатился за пределы ВПП. На борту находились 87 человек. Никто не пострадал.
- 10 января 2022 года при посадке в аэропорту Белгорода авиалайнер Sukhoi Superjet 100 с бортовым номером RA-89122 выполнявший рейс WZ-387 по маршруту Москва (Домодедово)—Белгород выкатился за пределы ВПП. На борту находилось 47 пассажиров и 6 членов экипажа. Никто не пострадал.